# AIM連合
AIM連合（英: AIM alliance、AIM同盟とも訳される）とは、1991年10月にApple Computer、IBM、モトローラの3社間で結ばれた企業提携で、PowerPCアーキテクチャによる、コンピュータの新しい標準を作ることを目的とした。名称は3社の頭文字（Apple-IBM -Motrola）からである。
PowerPC連合と呼ばれることもあるが、新しいオペレーティングシステムやマルチメディア記述言語の開発も含んでいた。

## 概要
AIM連合の目標は、新しいコンピュータ設計と次世代のオペレーティングシステムにより、支配的なウィンテルのコンピューティングプラットフォームに挑戦することであった。それは、マイクロプロセッサの設計としてインテルのx86が採用しているCISCプロセッサには将来が無く、他方RISCには未来があり、今後の数年が大きな機会のある期間となる、との考えでPowerPC構想が開始された。
当初のCPUはIBMのPOWER1のシングルチップバージョンであるPowerPC 601であった。IBMとモトローラはPowerPCシリーズをこの新しいプラットフォーム用に設計・製造した。PowerPCベースのコンピュータアーキテクチャはPowerPC Reference Platform (PReP)と呼ばれ、後にCommon Hardware Reference Platform (CHRP)となった。PRePとCHRPは、PowerPCやPCIを採用し、RS/6000でも採用された。
AppleとIBMは提携の一環として、Taligent(タリジェント)とKaleida(カライダ)と呼ばれる2つの新しい合弁会社を設立した。Taligentは、PowerPCプラットフォーム上で稼働する、コードネーム「Pink」（後にTaligentOS）と呼ばれる次世代のオペレーティングシステムを開発するため、Appleのソフトウェアエンジニアの中核チームから形成された。Kaleidaの目的は、オブジェクト指向でクロスプラットフォームのマルチメディア用スクリプト言語 Script Xの開発で、それは開発者に、プラットフォームのPowerPC用の全く新しい種類のアプリケーションを作る事を可能にするものとされた。
IBMはPRePのハードウェアとして、1995年にAIXとWindows NT 3.5.1 をサポートしたThinkPad Power Seriesを発売し、1996年にはRS/6000 Notebook 860を発売した。
モトローラはPRePのハードウェアとして、1996年にAIXとWindows NT 4.0をサポートしたPowerStack IIシリーズを発売している。モトローラの子会社FirePower SystemsはWindows NT対応のPowerized MXシリーズを発売していた。
しかし、PRePやCHRPの普及というモトローラやIBMの努力は失敗し、その上で稼働するオペレーティングシステムの供給というApple・IBM・Taligentの試みも失敗した。そしてAppleとIBMはリファレンスデザインでパラレルポートが必須か必須では無いか合意できなかった。新しいプラットフォームでは最終的には、いくつかのUNIXに加え、Windows NTやOS/2などのオペレーティングシステムがサポートされる予定だったが、ユーザにはインテルベースのプラットフォームではなくPRePシステムを使用する理由は少なかった。BeOSを稼働させるために設計されたBeBoxは、いくつかのPRePハードウェアを使用したが、標準との互換性は完全では無かった。またインターネット技術の急速な台頭により、クロスプラットフォームのマルチメディアを含んだ記述言語はHTMLなどが普及した。Kaleidaは1995年に解散し、Taligentは1998年にIBMに吸収された。
AIM連合による成果のうち、PowerPC計画は一定の成果をあげる。Appleは1994年に、PowerPCチップをMacintoshに搭載したPower Macintoshラインを開始した。後の2004年にモトローラはPowerPCを含む半導体部門を分社化しフリースケール・セミコンダクタを設立した。

## Appleの脱退と連合の終焉
2005年頃にAppleはPowerPCの開発の方向性と性能に失望した（IBMとフリースケールはサーバと組み込み向けプロセッサに重点を置き、高性能なポータブルコンピュータに適したチップがなくなった）ため、2006年までにはほぼ全てのMacintoshは、インテルのx86プロセッサに移行しAIM連合は終焉に至った。

## その後
連合解体後の各陣営の様相を記す。
AppleはサーバXserve（2009年モデルまで）やハイエンドのMac Proのラインナップは残しつつも、Macintoshについてはコンシューマ市場重視の方針をとり、さらにiPodからiPhone、iPadといったポストPCの分野を拡充した。Macintoshについては2021年までインテルプロセッサの使用が続いていたが、iPhone等ではARMを採用しており、元々StrongARMを設計していた開発陣の技術（旧en:P.A. Semi）と買収した高速なARMチップを設計していた開発陣の技術（旧en:Intrinsity）により自社用プロセッサAppleシリコンを設計し、Apple製品に広く採用している。
IBMはハイエンドのサーバと組み込み市場に特化し、ローエンドのサーバ事業とPC事業はレノボへ売却された。
モトローラはAppleと初のiTunes搭載携帯電話端末Motorola ROKR E1を共同開発するもAppleがiPhoneを販売したことで同盟は決裂し、携帯事業会社のモトローラ・モビリティは2011年にGoogleに買収されたのち、2014年に大部分の特許を除いた事業がレノボへ売却されている。
IBMとモトローラについては、Power.orgにおいてIBMとフリースケール・セミコンダクタ（2015年12月に消滅・買収したNXPセミコンダクターはメンバーではない）の協業が2015年現在継続している。
AppleとIBMは、2014年にモバイル分野での企業導入に関して提携し、2015年にはIBMへのMacintosh採用と共にIBMが企業へのMacintosh導入を支援すると発表している。
PowerPCの仕様を取り込んだPOWERプロセッサは、IBMのハイエンドでの使用の他、組み込み市場で一時的ながら成功している。また、コンシューマゲーム専用機（据置型ゲームコンソール）でも200x年代中期（いわゆる第7世代とも）に多く採用され、発売順に、Xbox 360（Xenon、2005年発売）・PlayStation 3（Cell Broadband Engine、2006年発売）・Wii（Broadway、2006年発売）と、一時はマイクロソフト・ソニー・任天堂の3陣営の機種全てでPowerPCが使われていた。しかし、その次の世代にも続いたのはWii U（Espresso）だけであった。